# Бозтепе (Кыршехир)
Бозтепе (тур. Boztepe) — город и район в центральной части Турции, на территории провинции Кыршехир.

## Географическое положение
Город расположен в центральной части ила, к северо-западу от озера Сейфе, на расстоянии приблизительно 11 километров к северо-востоку от города Кыршехир, административного центра провинции. Абсолютная высота — 1157 метров над уровнем моря.

Площадь района составляет 562 км².

## Население
По данным Института статистики Турции, численность населения Бозтепе в 2012 году составляла 2719 человек, из которых мужчины составляли 49 %, женщины — соответственно 51 %.
Динамика численности населения города по годам:
| 1990 | 1997 | 2000 | 2007 | 2012 |
| ---- | ---- | ---- | ---- | ---- |
| 4004 | 5356 | 5022 | 3203 | 2204 |

## Транспорт
Ближайший аэропорт расположен в городе Невшехир.